# Hîrîne, Horol
Hîrîne (în ucraineană Гирине) este un sat în comuna Petrivka din raionul Horol, regiunea Poltava, Ucraina.

## Demografie
Componența lingvistică a localității Hîrîne
     Ucraineană (98,08%)
     Rusă (1,92%)
Conform recensământului din 2001, majoritatea populației localității Hîrîne era vorbitoare de ucraineană (98,08%), existând în minoritate și vorbitori de rusă (1,92%).